# Zeb Atlas
Zeb Atlas, pseudonimo di Andy Bick (Portland, 15 ottobre 1970), è un attore pornografico e culturista statunitense.

## Biografia
Nato a Portland, Atlas si laurea in Scienze della Salute e dello Sport nel giugno del 1993 alla Oregon State University. Comincia a posare per delle riviste di fitness dopo essere stato notato ad una mostra di culturismo. Da qui, Atlas incontra il fotografo erotico Ron Lloyd e posa per alcune foto erotiche; tutto ciò lo lancia alla serie video "Body Solo"  prodotta dalla Lloyd's Body Image Productions. Atlas è stato citato in Men magazine come "Uomo dell'Anno" nel 2003 (insieme a Nate Christianson) e nel 2006.
Il suo ruolo di Best Men nei film della Falcon Entertainment hanno concesso ad Atlas una nomination al premio GayVN  come "Miglior Attore di Supporto" e "Migliore Scena Orale." Ha vinto il Grabby Award per il "Miglior Duo" con Adam Killian. Inoltre, il film Best Men Parts 1 & 2 è stato nominato per "Migliori Immagini", vinto invece dal film To The Last Man della Raging Stallion Studios.

## Filmografia
| - Body Solo (2002, Body Image Productions) - Zeb Atlas Signature Series (2003, Body Image Productions) - Zeb Atlas Unzipped (2003, MuscleHunks) - The Caretaker (2004, MuscleGods) - Bodybuilders' Jam X (2005, JimmyZ Productions) - The Many Faces of Zeb (2005, HW Studios) - Viva The Desert N' Las Vegas (2005, HW Studios) - The Farm Hand (2005, HW Studios) - Adventures In South Florida (2005, HW Studios) - A God In Paradise (2006, Zeb Atlas Productions) - The Hitchhiker (2007, MuscleGods) - Mark Meets Zeb: The Texas Two Step (2007, Zeb Atlas Productions, with Mark Dalton) | - Friends With Benefits (2007 Zeb Atlas Productions, with Devon Michaels and Johnny Castle) - Zeb's Vegas Adventure (2007, Zeb Atlas Productions, with Aaron-Mark & Giovanni Volta) - Bodybuilders' Jam 23 (JimmyZ Productions) - Ocotillo (2008, ManifestMen) - Zeb Atlas Serviced (2008, Jake Cruise Media) - Best Men Part 1 - The Bachelor Party (2008, Falcon Entertainment) - Best Men Part 2 - The Wedding Party (2008, Falcon Entertainment) - Interviewing Muscle (2009, Zeb Atlas Productions, with Giovanni Volta) - Berlin Erotic Encounters (2009, Zeb Atlas Productions) - Sensual Training with Coach (2009, Zeb Atlas Productions, with Hugo) - Zeb Atlas - Manifest Men Solo Muscle (2009, Manifest Media) |

## Premi e nomination
- 2003 Men magazine "Uomo dell'Anno" (insieme a Nate Christianson)
- 2006 Men magazine "Uomo dell'Anno"
- 2009 GayVN Awards: "Migliore Attore di Supporto" Best Men[3]
- 2009 GayVN Awards: "Migliore Scena Orale" (with Matthew Rush), Best Men
- 2009 Grabby Award: "Miglior Duo" with Adam Killian "Best Men part 2"

## Riferimenti e note
1. ↑   Copia archiviata, su business.avn.com. URL consultato il 19 aprile 2017 (archiviato dall'url originale il 2 maggio 2010).
2. ↑   Copia archiviata, su gayvnawards.avn.com. URL consultato il 19 aprile 2017 (archiviato dall'url originale il 9 marzo 2010).
3. ↑   Copia archiviata, su freebase.com. URL consultato il 19 aprile 2017 (archiviato dall'url originale il 4 dicembre 2011).